# Daphne skipetarum
Daphne skipetarum är en tibastväxtart som beskrevs av J. Halda. Daphne skipetarum ingår i släktet tibaster, och familjen tibastväxter. Inga underarter finns listade i Catalogue of Life.